# Nowoczeriemchowo
Nowoczeriemchowo (ros. Новочеремхово) – wieś (sieło) w Rosji, w obwodzie irkuckim, w rejonie załarińskim. W 2010 liczyła 329 mieszkańców.